# Mirjam Krijnen
M.A.J. (Mirjam) Krijnen (Berkel-Enschot, 7 mei 1973) is een Nederlandse ambtenaar, diplomaat en politica. Namens GroenLinks was zij van 27 september 2022 tot 13 juni 2023 Eerste Kamerlid.

## Jeugd, opleiding en loopbaan
Krijnen groeide op in Berkel-Enschot. Tijdens school en studie woonde zij in Noorwegen en Duitsland. Krijnen studeerde in 1998 af in moderne geschiedenis en Duitse taal- en letterkunde aan de Katholieke Universiteit Nijmegen. Ze won de NGIZ Genootschapsprijs van 1998 voor haar scriptie Duits over de betrekkingen tussen Nederland en de DDR. Ze volgde een leergang buitenlandse betrekkingen aan het Instituut Clingendael. Zij begon haar loopbaan bij het ministerie van Buitenlandse Zaken.
Vervolgens was zij diplomaat in Belgrado, Islamabad en Washington DC. In april 2008, toen ze in Islamabad werkte, werd het ambassadepersoneel tijdelijk gehuisvest in een luxe hotel om veiligheidsredenen, nadat in de korte film Fitna van PVV-politicus Geert Wilders kritiek was geuit op de islam. Hierdoor waren in verschillende moslimlanden demonstraties tegen Nederland ontstaan. Na haar diplomatieke carrière was Krijnen nog vijf jaar bij het ministerie van Buitenlandse Zaken werkzaam als onder andere coördinator taskforce vrouwenrechten en gendergelijkheid en hoofd van het bureau van de secretaris-generaal van dat ministerie.
Op 1 september 2019 werd Krijnen manager internationale programma's bij het Aidsfonds. Nadat bleek uit een onderzoek van de liefdadigheidsorganisatie dat een relatief klein deel van het geld voor hiv/aids was bestemd voor lgbt-personen, pleitte Krijnen voor meer gerichte diensten en safe spaces. Volgens haar maakten lgbti-personen minder gebruik van zorg voor de algemene bevolking vanwege discriminatie. Ze bleef werkzaam bij het Aidsfonds tot 1 januari 2023.
Na het Eerste Kamerlidmaatschap werd Krijnen hoofd regie en beleidsontwikkeling en plaatsvervangend directeur personeel en organisatie bij het ministerie van Buitenlandse Zaken.

## Politieke loopbaan
Krijnen stond op plek 9 van de kandidatenlijst van GroenLinks voor de Eerste Kamerverkiezingen van 2019. De partij ontving acht zetels. Op 27 september 2022 werd zij geïnstalleerd als lid van de Eerste Kamer der Staten-Generaal voor GroenLinks, als opvolger van de vertrokken Kees Vendrik. Krijnen werd lid van de volgende Eerste Kamercommissies: Buitenlandse Zaken; Defensie en Ontwikkelingssamenwerking; Europese Zaken; Justitie en Veiligheid; Onderwijs, Cultuur en Wetenschap; Volksgezondheid, Welzijn en Sport.
Op de kandidatenlijst voor de Eerste Kamerverkiezingen van 2023 werd Krijnen door het partijcongres van 4 februari 2023 op plaats 11 geplaatst. Gezien GroenLinks zeven zetels behaalde, keerde ze na de verkiezingen niet terug.

## Privéleven
Krijnen heeft samen met haar man twee zoons.
- Parlement.com: vkwqmwk1dzz6